# Тегмарк, Макс
 Макс Тегмарк  (при рождении Шапиро, род. 5 мая 1967) — шведско-американский космолог и астрофизик. 
Тегмарк является профессором Массачусетского технологического института и входит в научную дирекцию Института основополагающих вопросов.

## Биография
Макс Тегмарк родился в Швеции в семье Карин Тегмарк и математика Гарольда С. Шапиро (последовательность Рудина — Шапиро, многочлены Шапиро). Ещё будучи школьниками, Макс со своим приятелем Магнусом написали текстовый процессор «Teddy» в машинном коде для шведского 8-битного компьютера ABC80, который они продавали на коммерческой основе.
Учился в Королевском технологическом институте в Стокгольме, затем получил степень доктора философии в Калифорнийском университете в Беркли. Позже работал в Пенсильванском университете, затем в Массачусетском технологическом институте. 

### Карьера
Работал в области космологии, соединяя теоретическую работу с проведением новых измерений для уточнения рамок космологических моделей и их свободных параметров, зачастую в сотрудничестве с экспериментаторами. Согласно Google Scholar по состоянию на март 2018 г., имеет более 200 публикаций, из которых 23 были процитированы более 500 раз, h-index 106. Разработал инструменты анализа данных на основе теории информации и применил их к реликтовому излучению, в частности, к данным COBE, QMAP и WMAP, а также к обзорам красных смещений галактик, таким как Las Campanas Redshift Survey, обзор 2dF и Слоановский цифровой обзор неба.
Вместе с Даниэлем Айзенштейном и Уэйном Ху выдвинул идею использования барионных акустических колебаний в качестве индикатора размеров возмущений в ранней Вселенной, что дало новые ограничения на параметры космологических моделей.
С Анжеликой де Оливейра-Коста и Эндрю Гамильтоном обнаружил аномальное мультипольное выравнивание в данных WMAP, иногда называемое «осью зла».
Тегмарк также сформулировал собственную «Окончательную теорию всего», единственный постулат которой состоит в том, что «все математически непротиворечивые структуры существуют физически». Эта простая теория без свободных параметров подразумевает, что в математических структурах, достаточно сложных, чтобы содержать способные к самоосознанию подструктуры, эти последние будут воспринимать себя живущими в «реальном» физическом мире. Эта идея обозначается как «гипотеза математической вселенной». Написал книгу «Наша математическая вселенная».

### Личная жизнь
Макс Тегмарк женился на Анжелике де Оливейра-Косте в 1997 году и развёлся с ней в 2009 году. У них двое сыновей: Филипп и Александр.

## В СМИ
- В 2006 году Тегмарк был одним из пятидесяти учёных, опрошенных журналом New Scientist об их прогнозах на будущее. Его прогноз: «В ближайшие 50 лет вы сможете купить футболки, на которых печатаются уравнения, описывающие единый закон нашей вселенной»[9].
- Тегмарк появляется в документальном фильме «Параллельные миры, параллельные жизни» и в научно-популярной серии программ BBC «Horizon».

## Книги
- Жизнь 3.0. Быть человеком в эпоху искусственного интеллекта / 2017  Random House
- Наша математическая вселенная